# Hammerschloss Hammerles

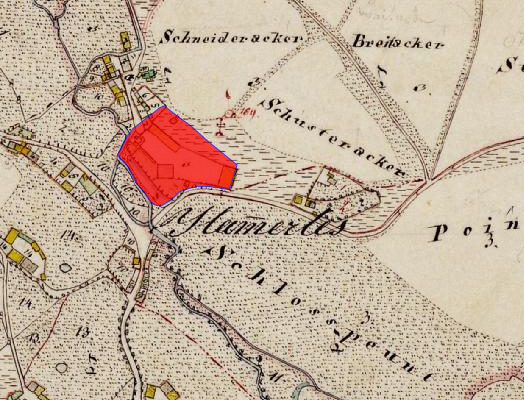
Lageplan des Hammerschlosses Hammerles auf dem Urkataster von Bayern

Das Hammerschloss Hammerles liegt in Hammerles, einem Gemeindeteil des oberpfälzischen Marktes Parkstein im Landkreis Neustadt an der Waldnaab. „Archäologische Befunde des abgegangenen spätmittelalterlichen und frühneuzeitlichen Hammerschlosses in Hammerles“ werden als Bodendenkmal unter der Aktennummer D-3-6238-0043 geführt. Der Eisenhammer wurde vom Wasser der Schweinnaab betrieben.

## Lage
Das Hammerschloss bzw. das Landsassengut befindet sich ca. 1500 m westlich von Parkstein auf der östlichen Seite der Schweinnaab. Dieser Fluss bildete einst die Landesgrenze, westlich davon lag das kurfürstliche Landrichteramt Waldeck, östlich davon das wittelsbachische Landrichteramt Parkstein. Hammerles war bis 1950 zweigeteilt in das waldecksche Dorfhammerles und das parksteinische Guthammerles, am 1. April 1950 wurde aus beiden Ortsteilen und sieben weiteren Ortsfluren die Gemeinde Hammerles gegründet, die 1978 zu Parkstein umgemeindet wurde.

## Geschichte
Urkundlich wird Hammerles erstmals in dem Salbuch des Herzogtums Niederbayern von ungefähr 1200 bis 1270 erwähnt. Dabei heißt es: „Der hamer Under Parkstein zahlt 12 sol.“ Im Weidener Stadtrecht von 1416/1440 heißt es, zum Gericht in Parkstein gehört u. a. „die mühl zum hemerleins“. In einem Kaufbrief von 1418 wird das Gut zum Hämmerleß „unter dem Parkstein“ genannt. Das Gut war ein freies Eigen, also nicht lehnbar. Wollte der Inhaber die Rechte als Landsasse genießen, brauchte er aber die Zustimmung des Landesherrn. Das Gut war in die Matrikel der kurfürstlichen oder Pfalz-Neuburgschen Landsassen eingetragen. Es mussten keine Scharwerksdienste geleistet werden; ein Amtsknecht oder Scherge hat nie das Gut betreten dürfen ohne vorherige Zustimmung des Hammerherrn. Die Kaufbriefe sind immer von den Gutsinhabern selbst ausgestellt worden.
Die Reihe der Besitzer wird wie folgt angegeben:
- Hanns, Peter und Georg Räumlein, bis 1418;
- Hanns Edeldörfer, Forstmeister in Parkenstein, 1418–1440;
- Niclas Hofschneider in Weiden, 1440–1472;
- Paulus Schafmann von Parkstein, ab 1472;
- Hanns, Christoph und Georg Schafmann, Söhne des Paulus, ab 1515;
- Adam Schafmann, Sohn des Hanns, bis 1572;
- Christoph Reiser von Rücklingen, pfalzgräflicher Forstmeister im Amt Parkstein, ⚭ 1. Anna, geb. Schafmann, ⚭ 2. Scholastika, geb. Mendl von Hütten; Kaufbrief von 1572;
- Absalon Mendel von Steinfels, Kaufbrief vom 11. November 1576, ⚭ Anna, geb. Zeller († 1583);
- Magdalena Mendel, deren Tochter, ⚭ (1591?) Joh. Wolfgang von Schlammersdorf auf Burggrub und zu Trabitz
- Samson Mendel; Kaufbrief vom 13. Dezember 1583; † 1589. Seine Ehefrau Anna war eine geborene Mendel von Steinfels zu Gmünd. Als Witwe erwarb sie das Gut mit Kaufbrief vom 29. November 1591; sie heiratete dann in zweiter Ehe
- Johann Weyer auf Döltsch, kurfürstlich pfälzischer Landrichter und Pfleger zu Neunburg vorm Wald; Kaufbrief vom 25. Januar 1600.
- Hanns Hieronymus Mendel von Steinfels auf Döltsch, Sohn des Samson, ⚭  Barbara, geb. von Rabenstein;
- Hanns und Georg Neumüller, Kaufabrede vom 9. Juni 1614, Kaufbrief vom 24. August 1617, bis 1619. Georg zog dann nach Auerbach;
- Johann Sebastian Zereyss, geb. in Vilseck 31. Juli 1539, Sohn des Hammermeisters Georg Zereyss in von Langenbruck, leistete Landsassenpflicht in Sulzbach und Amberg 1619; Kaufkontrakt vom 17. Oktober 1619; ⚭ Maria Magdalena, geb. Guglin. Er starb am 7. Februar 1659. Sie hatten den Sohn Georg Peter, der nach Rückkehr vom Kriegsdienst das Gut an seinen Schwager Merz veräußerte;
- Hanns Hieronymus Merz, Sohn des Jobst Merz auf Zachenreith, ⚭ 7. Juni 1660 in Parkstein Maria, Tochter des Johann Sebastian Zereyss. Herzog  Christian August von Pfalz-Sulzbach genehmigte den Verkauf an Merz unter der Bedingung, dass dieser „sich adelicher Comportements befleiße, damit man seiner Person bey Auffwartung u. a. sich nicht zu schämen, sondern zu bedienen habe, indem man widrigenfalls ihm nicht alle Landsassenfreyheiten übertragen könnte“. Daraufhin wurde der Kauf wieder rückgängig gemacht.
- Thomas Wilhelm von Sazenhofen auf Püchersreuth, 1664–1677;
- Wolf Jakob Aichinger von Aichstamm ⚭ Eleonora, geb. Spindler, 1677–1716;
- Christoph Ulrich Weinzierl von Weinberg auf Döfering, Lehenprobst und Stadtrichter zu Neustadt an der Waldnaab (Kaufvertrag vom 4. Juni 1716);
- Johann Christoph von Grafenreuth auf Hämmerless und Eberhardsbühl, kaiserlicher Hauptmann, 1724, ⚭  Juliana Regina; dann deren Sohn;
- Johann Christian von Grafenreuth, Kammerjunker, 1729, ⚭ Maria Magdalena von Deller zu Nürnberg;
- Philipp Friedrich von Waldenfels auf Hämmerless und Unterhöchstätt, Premierleutnant, ab 1737, ⚭ Maria Carolina von Sparneck und Weißdorf;
- Johann Christian Ludwig von Schepper, Neuburgischer Hofrat, 1743;
- Johann Anton Merkel von Auerbach, ⚭ Susanna Regina, geb. Gerhardt;
- Wilhelm Friedrich Freiherr von Künsberg, Hofrat, Kammerherr und Pfleger zu Vilseck, Kaufvertrag von 1765, ⚭ Maria Barbara Freiin von Wildenau auf Schwarzenfeld, bis 1780;
- Philipp Prechtl, vorher kurfürstlicher Beimautner und Gastgeb in Hütten, dann sein Sohn;
- Johann Prechtl; Kaufvertrag vom 15. März 1796; ⚭ Therese, geb. Gräfin von Morawitzky;
- Franz Amand Freiherr von Hirschberg auf Ebnath und Schwarzenreuth, geb. 20. Dezember 1771, Kaufvertrag vom 16. Juli 1801;
- Michael Fiederer (auch Fütterer), Müller; Kaufvertrag vom 27. Oktober 1804;
- Anton von Grafenstein, Oberpostmeister in Regensburg und Gutsbesitzer in Krummennaab, geb. 1. April 1779; † 3. Oktober 1854; ab 1833 bzw. 1837 erworben im Gantverfahren über das Vermögen des Fiederer;
- Konrad Graf, Kaufvertrag vom 28. April 1842.
- 1843 verkaufte Graf das Ökonomiegut an Georg Scheidler und getrennt davon das Mühlgut an Lorenz Prössel.

Von 1619 stammt eine Zusammenstellung über die Ausstattung des Landsassengutes von seinem damaligen Inhaber Georg Neumüller. Damals gehörten zu dem Gut die niedere Gerichtsbarkeit sowie der kleine Wildbann; die hohe Gerichtsbarkeit stand dem Amt Parkstein zu. Zum Gut gehört ein „von Grund auf gemauertes, wohlgebautes und mit Ziegeldach und Eisengittern wohlverwahrtes Wohnhaus samt Viehhaus, Stadel, Stallungen, eine neuerbaute Schafhütte und ein dabeistehendes Taglöhnerhaus, Ringmauer, Zwinger, Badhaus, Schloss- und Wassergraben, zwei Behältern und daran liegenden Gärten, Nutzwert 1500 fl.“ Dazu gehörte auch eine neugebaute Mühle mit zwei Mahlgängen und einem Schneidegang. Des Weiteren werden Feld- und Waldgrundstücke aufgezählt. Der Wert des Gutes wird vor dem Dreißigjährigen Krieg auf 8080 fl geschätzt. Der Eisenhammer wird 1619 nicht mehr erwähnt, es wurde damals also kein Blechhammer mehr betrieben. Während des Krieges sind 1631 dem Besitzer Johann Sebastian Zereyss 100 Schafe von den kaiserlichen Reitern weggenommen worden. Der Besitzer musste 1636 „wegen Kriegsnoth“ nach Parkstein fliehen und um Landsassenschutz suchen. Das Gut hat aber den Krieg leidlich überstanden und Zereyss blieb bis 1659 der Besitzer. Die Gerichtsbarkeit der Gutsinhaber von Hammerles ist 1796 erloschen.

## Aktuelles
In dem Ort erinnert die „Schmiedpoint“ an das ehemalige Hammerwerk. Bei Kanalbauarbeiten stieß man in diesem Bereich immer wieder auf Eisenschlacke.